# Epipophyse

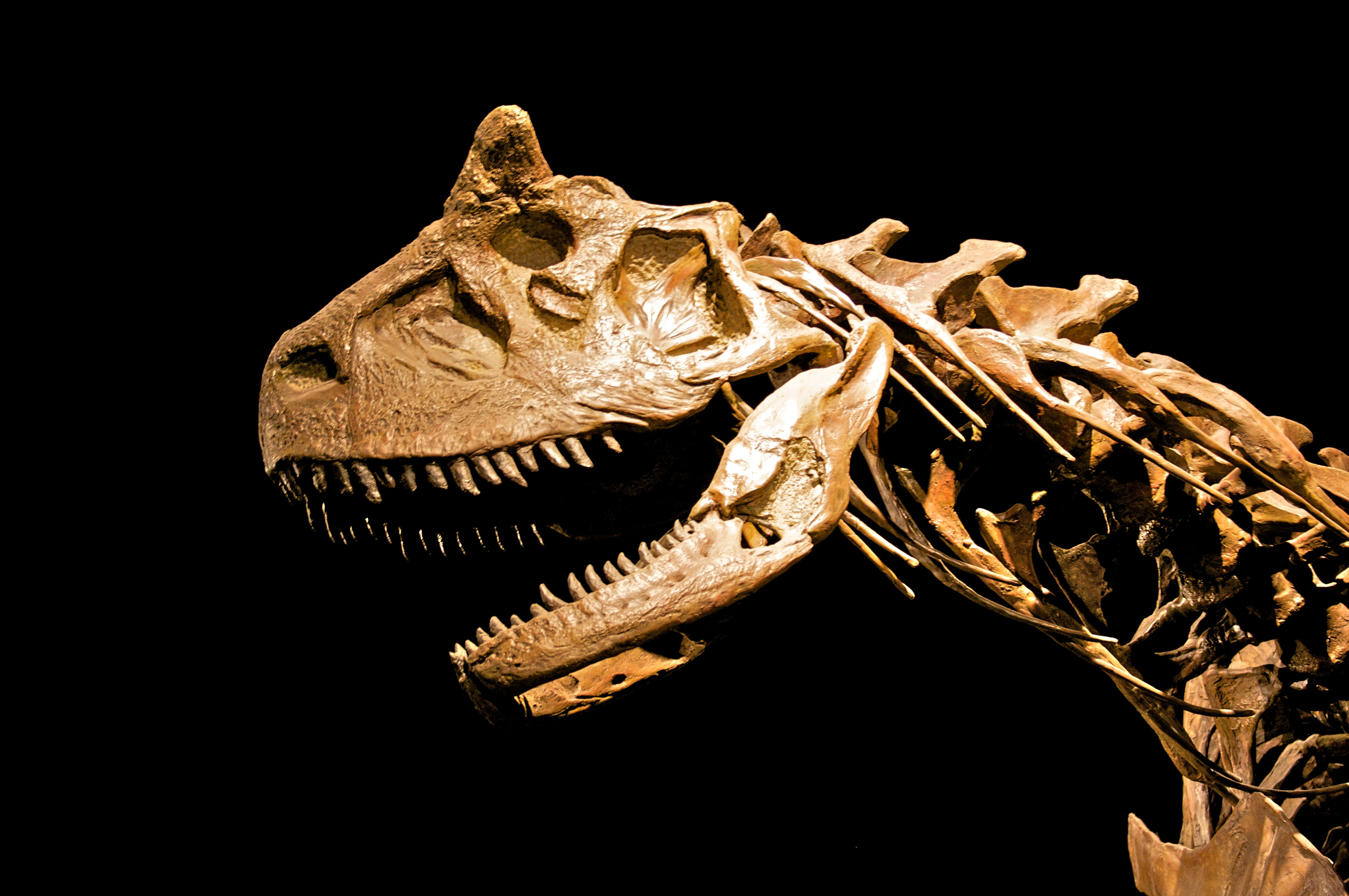
Schädel und Halswirbelsäule des abelisauriden Theropoden Carnotaurus. Die deutlich zu sehenden, extrem vergrößerten Epipophysen bilden bei dieser Spezies den höchsten Punkt der Halswirbel.

Epipophysen (eng. epipophyses) sind knöcherne Auswüchse der Halswirbel bei Dinosauriern und einigen basalen (ursprünglichen) Vögeln. Diese paarigen Fortsätze befinden sich auf der Oberseite der Postzygapophysen – denjenigen Wirbelfortsätzen auf der Rückseite der Wirbel, die mit dem nach hinten folgenden Wirbel gelenken. Ihre Form variiert von kleinen, hügelartigen Erhebungen bis hin zu großen, kompliziert gebauten Flügeln. Epipophysen dienen der Vergrößerung der Ansatzfläche verschiedener Halsmuskeln – große Epipophysen weisen folglich auf eine starke Ausprägung dieser Muskeln hin.
Epipophysen gelten als gemeinsam abgeleitetes Merkmal (Synapomorphie) der Dinosaurier – dieses Merkmal war also bei den basalsten (ursprünglichsten) Dinosauriern vorhanden, fehlte jedoch bei den Vorläufern der Dinosaurier, wie beispielsweise Marasuchus oder Silesaurus. Obwohl sie ein typisches Merkmal der meisten Dinosauriergruppen waren, gingen sie bei verschiedenen abgeleiteten (fortgeschrittenen) Gruppen der Theropoden verloren, bedingt durch eine zunehmend stärkere Krümmung des Halses.